# Дайнеляй
Дайнеляй (Daineliai) — хутір у Литві, Расейняйський район, Расейняйське староство, знаходиться за 7 км від міста Расейняй. 2001 року на хуторі проживало 2 людей.

## Принагідно
- Daineliai

| Литва | Це незавершена стаття з географії Литви. Ви можете допомогти проєкту, виправивши або дописавши її. |